# Ferrovia del Vouga
La Ferrovia del Vouga (in portoghese Linha do Vouga, in origine nota come Linha do Vale do Vouga) è l'ultima linea rimasta in esercizio della, un tempo vasta, rete a scartamento metrico del Portogallo; è gestita dalle Comboios de Portugal. La linea serve le località di Aveiro, Águeda, Sernada do Vouga, Albergaria-a-Velha, Oliveira de Azeméis, São João da Madeira, Santa Maria da Feira ed Espinho. La diramazione Sernada do Vouga-Viseu, nota come Ramal de Visieu è chiusa all'esercizio dal 1º gennaio 1990.

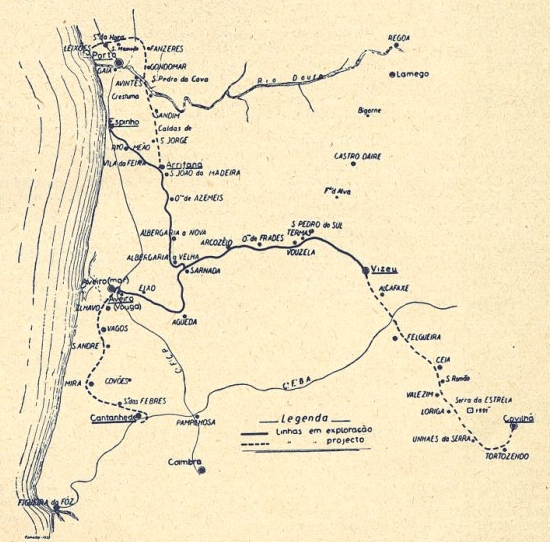
Ferrovia del Vouga nella sua massima estensione, nel 1930

## Storia

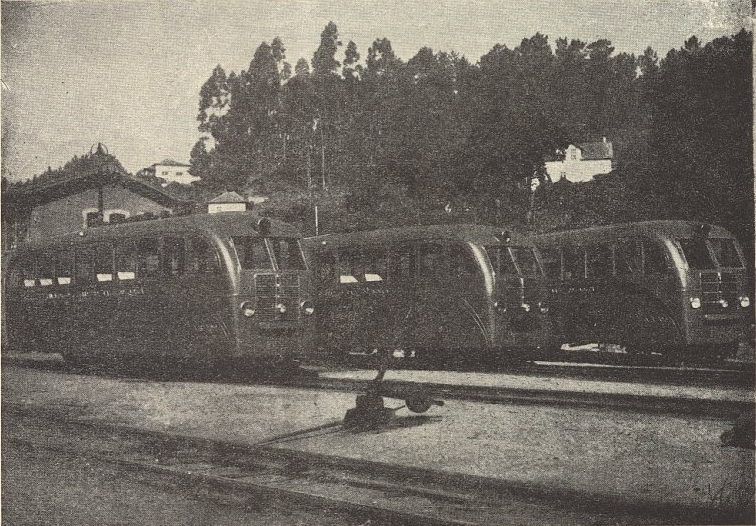
Autobus su rotaia in sosta nella stazione di Sernada do Vouga nel 1944

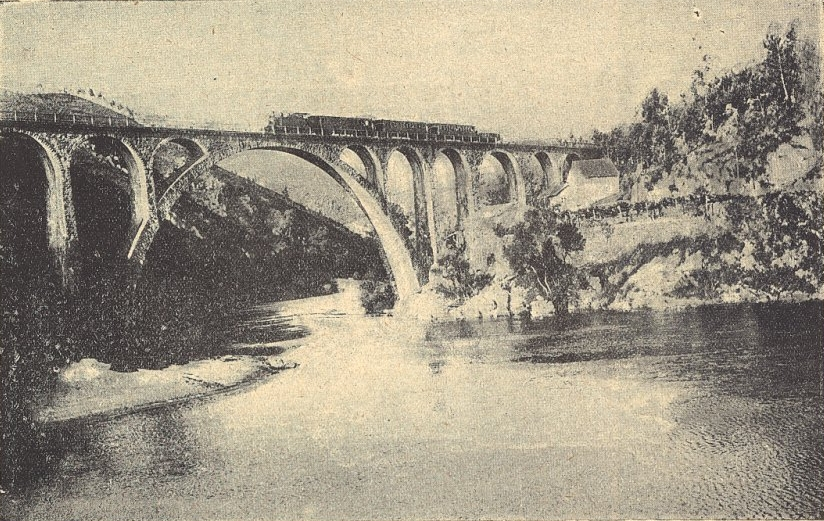
Ponte in muratura ad arco multiplo di San Giacomo

Il progetto di costruzione di una linea per la Valle del Vouga ebbe un iter molto travagliato e solo all'inizio del XX secolo iniziò a concretizzarsi la possibilità di costruirla. Nel febbraio 1902 si sperava che la costruzione della linea iniziasse nel marzo dello stesso anno. L'inclusione della linea sulla rete ferroviaria nazionale fu richiesta dal comune di São Pedro do Sul nella sessione legislativa del 1902-1903, ma senza successo.

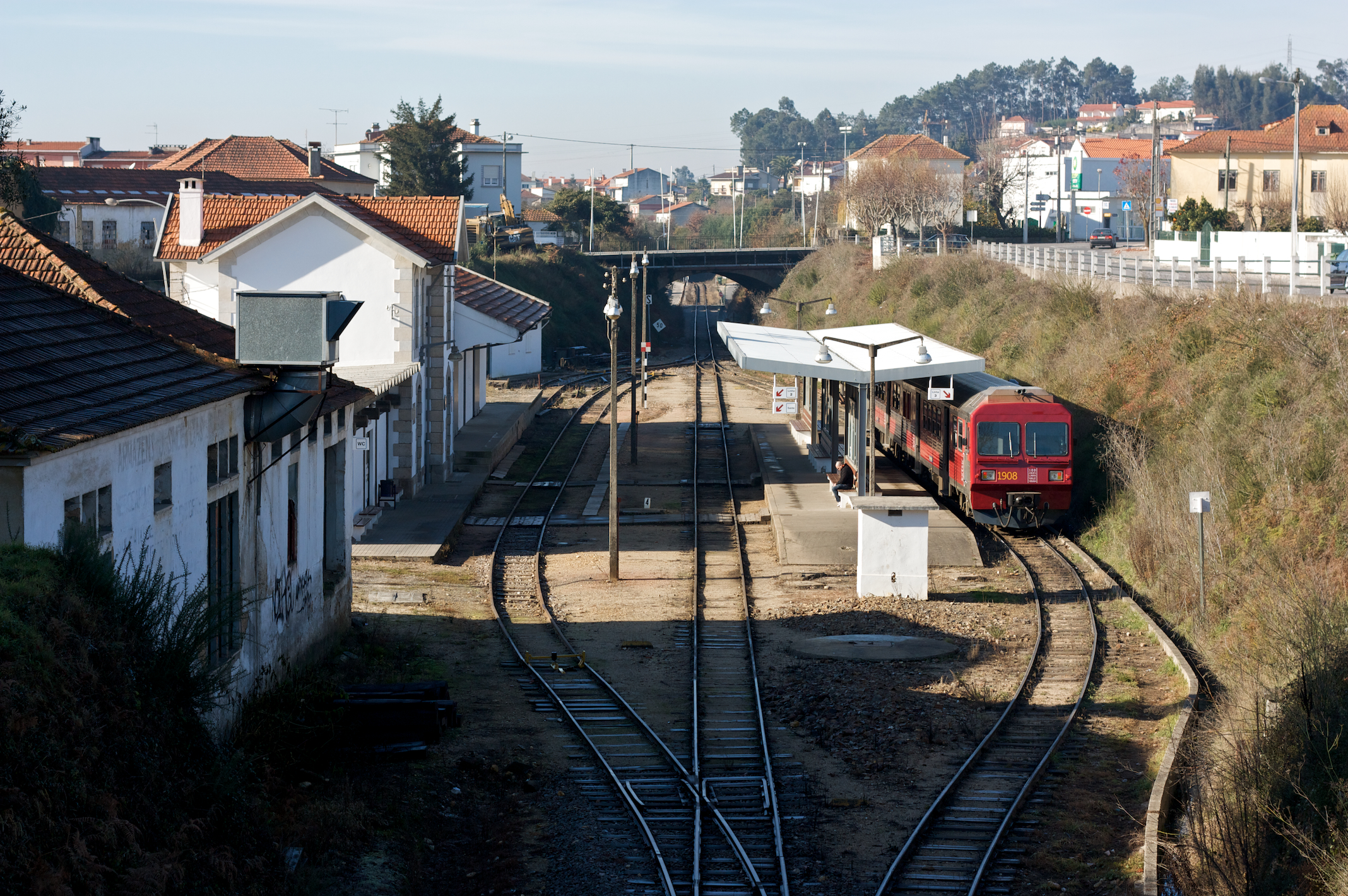
Stazione di Agueda

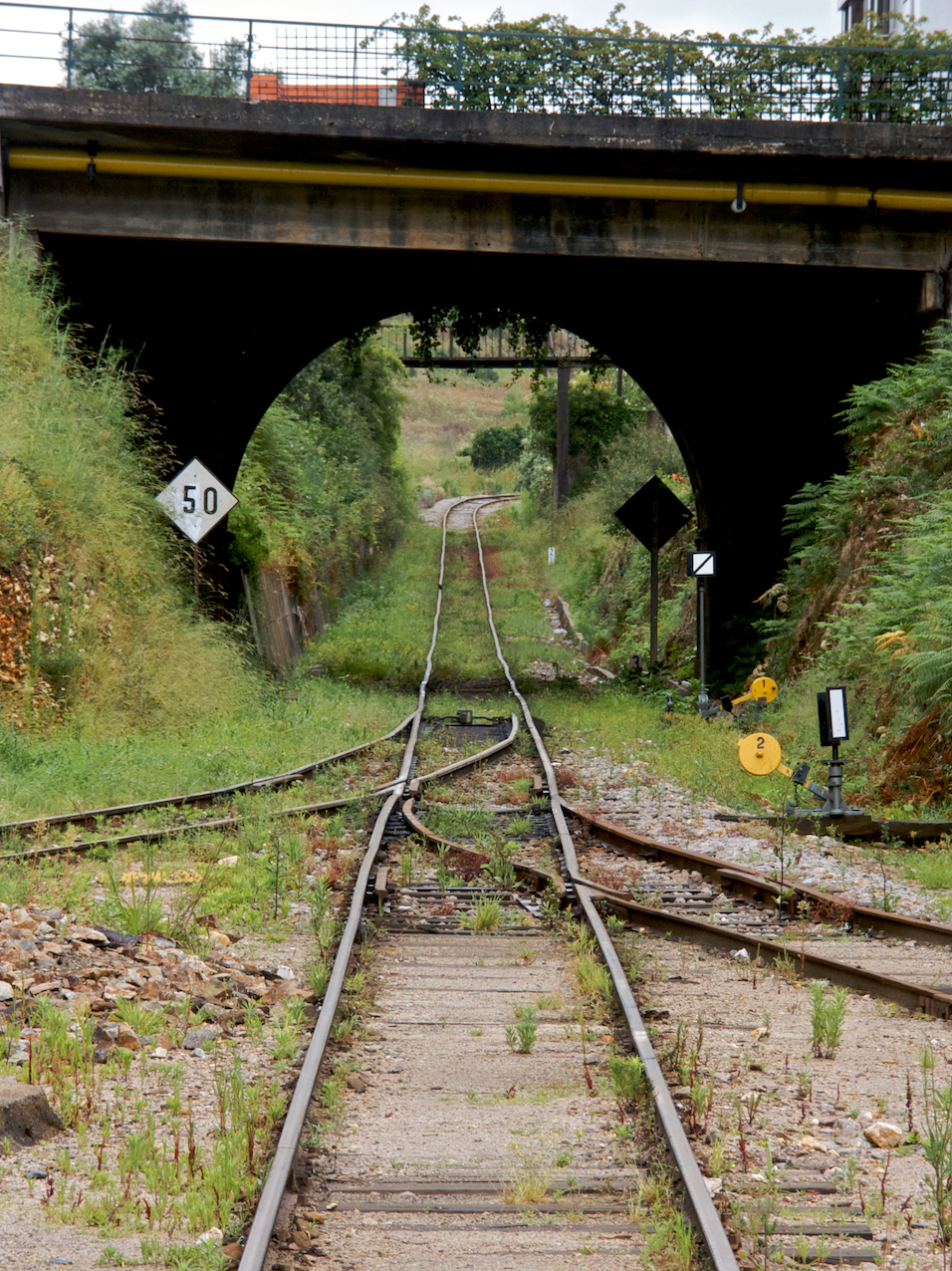
La ferrovia in prossimità di Aveiro, nel giugno 2008

Nonostante le numerose varianti proposte, il progetto continuò a non aver seguito. Un decreto del 17 marzo 1906 accordava la concessione ad una nuova società, la Compagnie Française pour la Construction et Exploitation des Chemins de Fer à l'Étranger la cui ragione sociale portoghese era Companhia do Vale do Vouga. L'instabilità politica del periodo, con la caduta del governo di Hintze Ribeiro e la formazione del nuovo governo di John Franco, ritardò il processo e solo dopo molte pressioni dell'azienda fu promulgata la legge del 20 dicembre 1906 che approvava l'accordo provvisorio. Frattanto la Companhia dos Caminhos de Ferro Portugueses da Beira Alta, nel settembre del 1905, aveva presentata opposizione, in quanto il tracciato della linea correva parallelo e a meno di 40 km di distanza da una parte della ferrovia della Beira Alta; il 30 luglio del 1908 un pronunciamento del Tribunale Arbitrale pose termine alla questione.
La prima tratta tra Espinho e Oliveira de Azeméis fu aperta al traffico il 21 dicembre 1908; alla cerimonia inaugurale presenziò il re Manuele II del Portogallo; la successiva sezione fu aperta fino a Albergaria-a-Velha. Il tratto tra Ul e Albergaria-a-Velha entrò in servizio il 1º aprile 1909, mentre il successivo fino a Macinhata Vouga e il prolungamento su Aveiro fu aperto l'8 settembre 1911.
In tale periodo fu approntato il progetto tra Sernada do Vouga e Viseu, che comprendeva importanti opere d'arte, quali il ponte di San Giacomo, che inaugurò in Portogallo l'uso di ponti a grandi luci in muratura. Il tratto Sernada-Rio Mau (Vouga), di circa 4 km, entrò in servizio il 5 maggio 1913; il 5 settembre fu aperto il tratto Bodiosa-Viseu e, il 4 novembre, il tratto dal fiume Mau a Ribeiradio. Il 30 novembre la linea raggiunse Vouzela e fu completata con l'apertura della sezione tra Vouzela e Bodiosa il 5 febbraio 1914, raggiungendo il totale complessivo di 79 km. Al suo apice, la rete ferroviaria del Vouga si estendeva per circa 178 km.
Nelle ultime fasi della prima guerra mondiale la Companhia dovette affrontare numerose difficoltà di approvvigionamento e di gestione, dato che la sede principale, dalla quale dipendeva, era in territorio francese; di fronte al pericolo di una revoca di concessione, venne avviato un processo di nazionalizzazione della "Compagnie Française" e delle sue obbligazioni, ratificato poi dall'Assemblea generale dei soci del 7 luglio 1923. Il 1º aprile 1924 furono pubblicati i nuovi statuti creando la nuova entità interamente portoghese, la Companhia Portuguesa para a Construção e Exploração de Caminhos de Ferro. Fu un periodo di prosperità economica per l'azienda, nelle sue nuove vesti, cui corrispose il miglioramento delle infrastrutture e del materiale rotabile; i proventi del traffico, nel 1926, erano aumentati a 30 000 escudos per chilometro e i ricavi netti totali superarono il milione. I primi anni trenta furono densi di attività e frequentazione turistica, tuttavia nella seconda metà del decennio cominciarono a farsi sentire gli effetti della concorrenza del trasporto su strada.
Il 7 settembre 1945 fu emanata la legge n. 2008 che stabiliva che venissero unificate in un unico ente le concessioni ferroviarie del Portogallo, allo scopo di migliorarne l'efficienza della gestione.
La "Companhia" gestì la rete ferroviaria fino a tutto il 1946. Il 30 dicembre dello stesso anno la linea fu statalizzata e posta sotto il controllo della Companhia dos Caminhos de Ferro Portugueses; il 1º gennaio 1947, la linea del Vouga e il Ramal de Aveiro operavano con la nuova gestione.
Nel 1975, a causa dei frequenti incendi provocati dalle locomotive a vapore, la diramazione per Visieu venne chiusa e successivamente riaperta con esercizio Diesel. Nel 1990 l'intera linea Sernada-Visieu venne chiusa al traffico ferroviario.
Nel 2005 il tratto tra le stazioni di Espinho ed Espinho-Vouga venne chiuso in seguito all'interramento della ferrovia del Nord di cui la stazione faceva parte; in seguito a ciò la linea del Vouga venne attestata nella stazione di Espinho-Vouga.
Nel febbraio 2010 la circolazione tra São Paio de Oleiros e Aveiro fu interrotta a causa della caduta di alberi di alto fusto.
Nell'ottobre 2013 REFER ha dato disposizione di ridurre la velocità con rallentamento a 10 km/h sulla sezione Sernada-Espinho e 20 km/h tra Sernada e Águeda, per "problemi di sicurezza, a causa dell'alto degrado della ferrovia"; nello stesso mese CP ha annunciato l'istituzione di un servizio sostitutivo temporaneo su strada nella sezione tra Sernada do Vouga, Águeda e Oliveira de Azeméis, dal 1º novembre.

## Caratteristiche

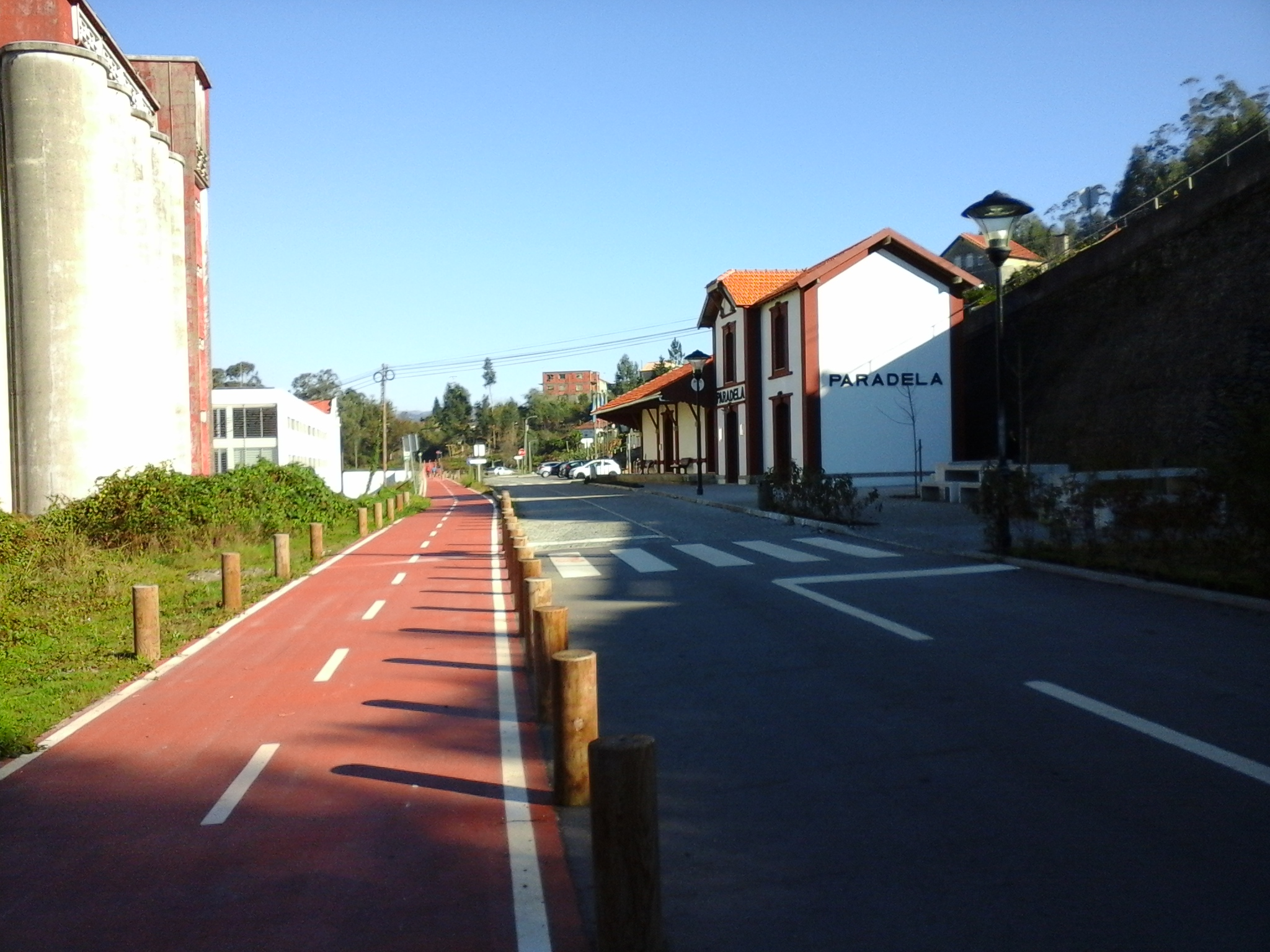
Ciclovia nei pressi della stazione di Paradelo

La rete della Valle del Vouga era costituita da una linea a scartamento metrico che partiva da Espinho, sulla Linea del Nord percorrendo, a binario unico, 61 km fino alla stazione di diramazione di Sernada do Vouga; da essa infatti si dipartivano il "Ramal de Aveiro" (la cui progressiva chilometrica raggiungeva il chilometro 37) e il "Ramal de Visieu" che proseguiva invece la progressiva chilometrica fino al chilometro 140+586 nella stazione di Visieu. La linea fu esercita con trazione a vapore. Successivamente fu iniziata la dieselizzazione, con impiego di autobus su rotaia e più recentemente di automotrici. Dopo il 1990, la diramazione di Visieu è stata dismessa e parzialmente trasformata in ciclovia. Il capolinea di Espinho è stato arretrato in seguito ai lavori di potenziamento della Ferrovia del Nord, privando la linea dell'immediato interscambio.
| Continuation backward |

| Unknown route-map component "XBHF-L" | Unknown route-map component "exKXBHFa-R" |  |

| Continuation forward | Unknown route-map component "exSTR" |  |

|  | Unknown route-map component "KBHFxa" |

|  | Stop on track |

|  | Stop on track |

|  | Stop on track |

|  | Station on track |

|  | Station on track |

|  | Station on track |

|  | Station on track |

|  | Stop on track |

|  | Stop on track |

|  | Station on track |

|  | Stop on track |

|  | Station on track |

|  | Station on track |

|  | Stop on track |

|  | Station on track |

|  | Station on track |

|  | Station on track |

|  | Station on track |

|  | Stop on track |

|  | Stop on track |

|  | Station on track |

|  | Station on track |

|  | Station on track |

|  | Stop on track |

|  | Station on track |

|  | Station on track |

|  | Unknown route-map component "STR+l" | Unknown route-map component "ABZrxl" | Unknown route-map component "exSTR+r" |  |

|  | Station on track |  | Unknown route-map component "exHST" |  |

|  | Stop on track |  | Unknown route-map component "exHST" |  |

|  | Stop on track |  | Unknown route-map component "exBHF" |  |

|  | Stop on track |  | Unknown route-map component "exHST" |  |

|  | Station on track |  | Unknown route-map component "exBHF" |  |

|  | Station on track |  | Unknown route-map component "exHST" |  |

|  | Stop on track |  | Unknown route-map component "exHST" |  |

|  | Stop on track |  | Unknown route-map component "exBHF" |  |

|  | Stop on track |  | Unknown route-map component "exBHF" |  |

|  | Stop on track |  | Unknown route-map component "exHST" |  |

|  | Stop on track |  | Unknown route-map component "exBHF" |  |

|  | Station on track |  | Unknown route-map component "exHST" |  |

|  | Stop on track |  | Unknown route-map component "exBHF" |  |

|  | Station on track |  | Unknown route-map component "exHST" |  |

|  | Stop on track |  | Unknown route-map component "exHST" |  |

|  | Stop on track |  | Unknown route-map component "exBHF" |  |

| Continuation backward | Straight track |  | Unknown route-map component "exHST" |  |

| Unknown route-map component "XBHF-L" | Unknown route-map component "KXBHFe-R" |  | Unknown route-map component "exBHF" |  |

| Continuation forward |  |  | Unknown route-map component "exSTR" |  |

|  |  | Unknown route-map component "exCONTgq" | Unknown route-map component "exABZg+r" |  |

|  |  |  | Unknown route-map component "exKBHFe" |